# Барселона-Сантс
Барселона-Сантс (кат. Estació de Barcelona-Sants) — основная железнодорожная станция Барселоны, с пересадками на станции «Вокзал Сантс» (кат. Sants-Estació) линий 3 и 5 Барселонского метро. Через станцию, соединяющую остальную Испанию с соседней Францией, идёт большинство поездов Каталонии. Расположена в подрайоне Сантс района Сантс-Монтжуик.

## История
Современный вокзал Сантс был возведён в 1970-х годах в ходе строительства первой региональной железнодорожной линии восток-запад, проходящей через центр Барселоны. За последние 30 лет вокзал Сантс превзошёл по своему значению Французский вокзал, считавшийся с 1920-х годов основным железнодорожным вокзалом Барселоны.
Станция была построена в современном стиле аэропорта и располагается со всеми её многочисленными платформами под землей. Большую же часть надземных этажей занимает четырёхзвездочная гостиница «Барсело Сантс» (кат. Barceló Sants).

## Расположение
Расположена в районе Сантс между площадями Пайсос-Каталанс и Хауна-Пейро. Рядом расположен парк индустриального искусства Испании.

## Техническое оснащение
При запуске высокоскоростного движения в 2003—2008 годах вокзал подвергся реконструкции. Из 14 путей — 6 европейской колеи 1435 мм (с 1 по 6) и 8 иберийской 1668 мм. С 20 февраля 2008 все пути запущены в эксплуатацию.

## Поезда
Пассажирские перевозки в Испании разделены на три категории — местные (кат. Rodalies, исп. Cercanías), региональные (кат. Mitjana Distància, исп. Media Distancia) и дальние (кат. Llarga, исп. Largo). Все перевозки осуществляет государственная компания-оператор Ренфе Операдора.
| Пригородное сообщение                                      |                        |       |                   |                                                                                |
| Пункт назначения                                           | <                      | Линия | >                 | Пункт назначения                                                               |
| Молинс-де-Рей Оспиталет-де-Льобрегат                       | Оспиталет-де-Льобрегат |       | Площадь Каталонии | Матаро Калелья Бланес Массанет-Массенес                                        |
| Кастельдефельс                                             | Белвидж                |       | Проспект Грасиа   | Гранольерс Центральный                                                         |
| Аэропорт аэровокзал                                        | Белвидж                |       | Проспект Грасиа   | Сан-Селони Массанет-Массенес                                                   |
| Сант-Висенсс-де-Кальдерс Виланова-и-ла-Жельтру             | Белвидж Гава           |       | Проспект Грасиа   | Французский вокзал                                                             |
| Оспиталет-де-Льобрегат                                     | Оспиталет-де-Льобрегат |       | Площадь Каталонии | Гранольерс-Кановельяс Ла-Гаррига Вик Риполь / Рибес-де-Фресер / Латор-де-Карол |
| Сант-Висенсс-де-Кальдер Вильяфранка-дель-Пенедес Марторель | Оспиталет-де-Льобрегат |       | Площадь Каталонии | Террасса Манреса                                                               |
| Оспиталет-де-Льобрегат                                     | Оспиталет-де-Льобрегат |       | Площадь Каталонии | Марторель через Серданьола-Университат                                         |

| Региональные перевозки                      |                                               |       |                   |                                  |
| Пункт назначения                            | <                                             | Линия | >                 | Пункт назначения                 |
| Камбрильс Тортоса Винарос Валенсия-Северный | Виланова-и-ла-Жельтру Сант-Висенсс-де-Кальдер |       | Проспект Грасиа   | Французский вокзал               |
| —                                           | —                                             |       | Проспект Грасиа   | Жирона Фигерас Портбоу / Сербере |
| Реус Мора-ла-Нова Флиш Риба-Рожа-де-Эбро    | Виланова-и-ла-Жельтру Сант-Висенсс-де-Кальдер |       | Проспект Грасиа   | Французский вокзал               |
| Льейда Пиринеус                             | Виланова-и-ла-Жельтру Сант-Висенсс-де-Кальдер |       | Проспект Грасиа   | Французский вокзал               |
| Оспиталет-де-Льобрегат                      | Оспиталет-де-Льобрегат                        |       | Площадь Каталонии | Льейда Пиринеус                  |
| Каспе Сарагоса-Делисиас                     | Сант-Висенсс-де-Кальдер                       |       | Проспект Грасиа   | Французский вокзал               |
| Льейда Пиринеус                             | Камп-де-Таррагона                             | Avant | —                 | —                                |

### Дальние
| Тип поезда                                                                                        | <<                              | >>                                | Следует через | Комментарий                      |
| ------------------------------------------------------------------------------------------------- | ------------------------------- | --------------------------------- | --- | -------------------------------- |
| Поезда высокоскоростной линии Мадрид — Саргоса — Барселона европейской колеи 1435 мм (Пути 1 — 6) |                                 |                                   | |                                  |
| AVE                                                                                               | —                               | Мадрид Пуэрта-де-Аточа            | Камп-де-Таррагона · Льейда Пиринеус · Сарагоса-Делисиас · Калатаюд · Гвадалахара-Ебес | около 30 поездов в день          |
| AVE                                                                                               | —                               | Севилья Санта-Хуста               | Камп-де-Таррагона · Льейда Пиринеус · Сарагоса-Делисиас · Сьюдад-Реаль Центральный · Пуэртольяно · Кордова-Центральный | 1 поезд в день                   |
| AVE                                                                                               | —                               | Малага Мария Самбрано             | Камп-де-Таррагона · Льейда Пиринеус · Сарагоса-Делисиас · Кордова-Центральный · Пуэнте-Хениль-Эррера · Антекера-Санта Ана | 1 поезд в день                   |
| Альвиа                                                                                            | —                               | Бильбао-Абандо                    | Камп-де-Таррагона · Льейда Пиринеус · Сарагоса-Делисиас · Тудела · Кастехон · Альфаро · Калаорра · Логроньо · Аро · Миранда-де-Эбро · Льодио | 2 поезда в день                  |
| Альвиа                                                                                            | —                               | Ирун                              | Камп-де-Таррагона · Льейда Пиринеус · Сарагоса-Делисиас · Тудела · Кастехон · Тафалья · Памплона · Альсасуа · Сумаррага · Толоса · Сан-Себастьян | 2 поезда в день                  |
| Альвиа                                                                                            | —                               | Виго                              | Камп-де-Таррагона · Льейда Пиринеус · Сарагоса-Делисиас · Тудела · Памплона · Витория · Миранда-де-Эбро · Бургос · Паленсия · Леон · Понферрада · Монфорте-де-Лемос · Оренсе-Эмпалм                                                                        | 1 поезд в день                   |
| Тренотель Антонио Мачадо                                                                          | —                               | Кадис                             | Камп-де-Таррагона · Сарагоса-Делисиас · Кордова-Центральный · Севилья Санта Xуста · Херес-де-ла-Фронтера |                                  |
| Тренотель Гибралфаро                                                                              | —                               | Малага Мариа-Самбрано             | Камп-де-Таррагона · Сарагоса-Делисиас · Кордова-Центральный · Пуэнте-Хениль-Эррера · Антекера-Санта Ана |                                  |
| Тренотель Галисия                                                                                 | —                               | Ла-Корунья-Сан-Кристобаль         | Камп-де-Таррагона · Льейда Пиринеус · Сарагоса-Делисиас · Тудела · Логроньо · Бургос · Паленсия · Леон · Понферрада · Монфорте-де-Лемос · Луго · Бетансос-Инфеста                                                                                          |                                  |
| Тренотель Галисия                                                                                 | —                               | Виго                              | Камп-де-Таррагона · Льейда Пиринеус · Сарагоса-Делисиас · Тудела · Логроньо · Бургос · Паленсия · Леон · Понферрада · Монфорте-де-Лемос · Оренсе-Эмпалм |                                  |
| Тренотель Пио Бароха                                                                              | —                               | Хихон-Пригородный                 | Камп-де-Таррагона · Льейда Пиринеус · Сарагоса-Делисиас · Тудела · Логроньо · Бургос · Паленсия · Леон · Овьедо · Хихон-Жовеланес |                                  |
| Поезда иберийской колеи 1668 мм (Пути 11 и 12)                                                    |                                 |                                   | |                                  |
| Евромед                                                                                           | —                               | Валенсия-Северный Аликанте-Вокзал | Таррагона · Кастельон-де-ла-Плана · Валенсия-Северный |                                  |
| Аларис                                                                                            | —                               | Валенсия-Северный Аликанте-Вокзал | Таррагона · Салоу · Ла-Альдеа — Ампоста · Винарос · Кастельон-де-ла-Плана · Валенсия-Северный | по 1 поезду из конечных пунктов  |
| Арко Галисия Лорха                                                                                | —                               | Бадахос                           | Вендрель (только в сторону Барселоны) · Таррагона · Салоу · Ла-Альдеа — Ампоста · Винарос · Кастельон-де-ла-Плана · Валенсия-Северный · Хатива · Альбасете · Алькасар-де-Сан-Жуан · Сьюдад-Реаль Центральный · Пуэртольяно · Мерида                        |                                  |
| Арко Галисия Лорха                                                                                | —                               | Севилья Санта-Жуста               | Такие же, как на Бадахос до Алькасар-де-Сан-Жуан, далее: Линарес-Баэса · Кордова-Центральный |                                  |
| Арко Галисия Лорха                                                                                | —                               | Малага Мариа-Самбрано             | Такие же, как на Севилью до Кордова-Центральный, далее: Пуэнте-Хениль · Бобадилья |                                  |
| Арко Галисия Лорха                                                                                | —                               | Гранада / Альмерия                | Такие же, как на Бадахос до Линарес-Баэса, далее: Гуадис | Через день в Гранаде и Альмерии. |
| Тальго Маре Нострум                                                                               | Монпелье Сант Рок               | Картахена                         | Безье · Нарбонна · Перпиньян · Кервера-де-ла-Маренда · Портбоу · Фигерас · Жирона · Таррагона · Салоу · Камбрильс · Ла-Альдеа — Ампоста · Винарос · Кастельон-де-ла-Плана · Валенсия-Северный · Хатива · Аликанте-Вокзал · Эльче-Парк · Мурсия-дель-Кармен | Смена колёсных пар в Портбоу     |
| Тальго                                                                                            | —                               | Лорка-Сутульена                   | Таррагона · Салоу · Ла-Альдеа — Ампоста · Винарос · Кастельон-де-ла-Плана · Валенсия-Северный · Хатива · Аликанте-Вокзал · Эльче-Парк · Мурсия-дель-Кармен                                                                                                 | 1 поезд в день                   |
| Тальго                                                                                            | —                               | Мурсия-дель-Кармен                | Таррагона · Салоу · Камбрильс · Ла-Альдеа — Ампоста · Винарос · Кастельон-де-ла-Плана · Валенсия-Северный · Хатива · Аликанте-Вокзал · Эльче-Парк | 1 поезд в день                   |
| Тренотель                                                                                         | —                               | Гранада                           | Таррагона · Салоу · Кастельон-де-ла-Плана · Валенсия-Северный · Альбасете · Алькасар-де-Сан-Жуан · Линарес-Баэса |                                  |
| Эстрелья Коста Брава                                                                              | Портбоу / Кервера-де-ла-Маренда | Мадрид-Чамартин                   | Льянсса · Фигерас · Фласса · Жирона · Кальдас-де-Малавелья · Гранольерс-Центральный · Сант Висенте-де-Кальдерс · Таррагона · Реус · Сарагоса-Делисиас · Калатаюд · Гвадалахара · Алькала-де-Энарес                                                         | следует из Портбоу в Кербер      |

## Транспорт

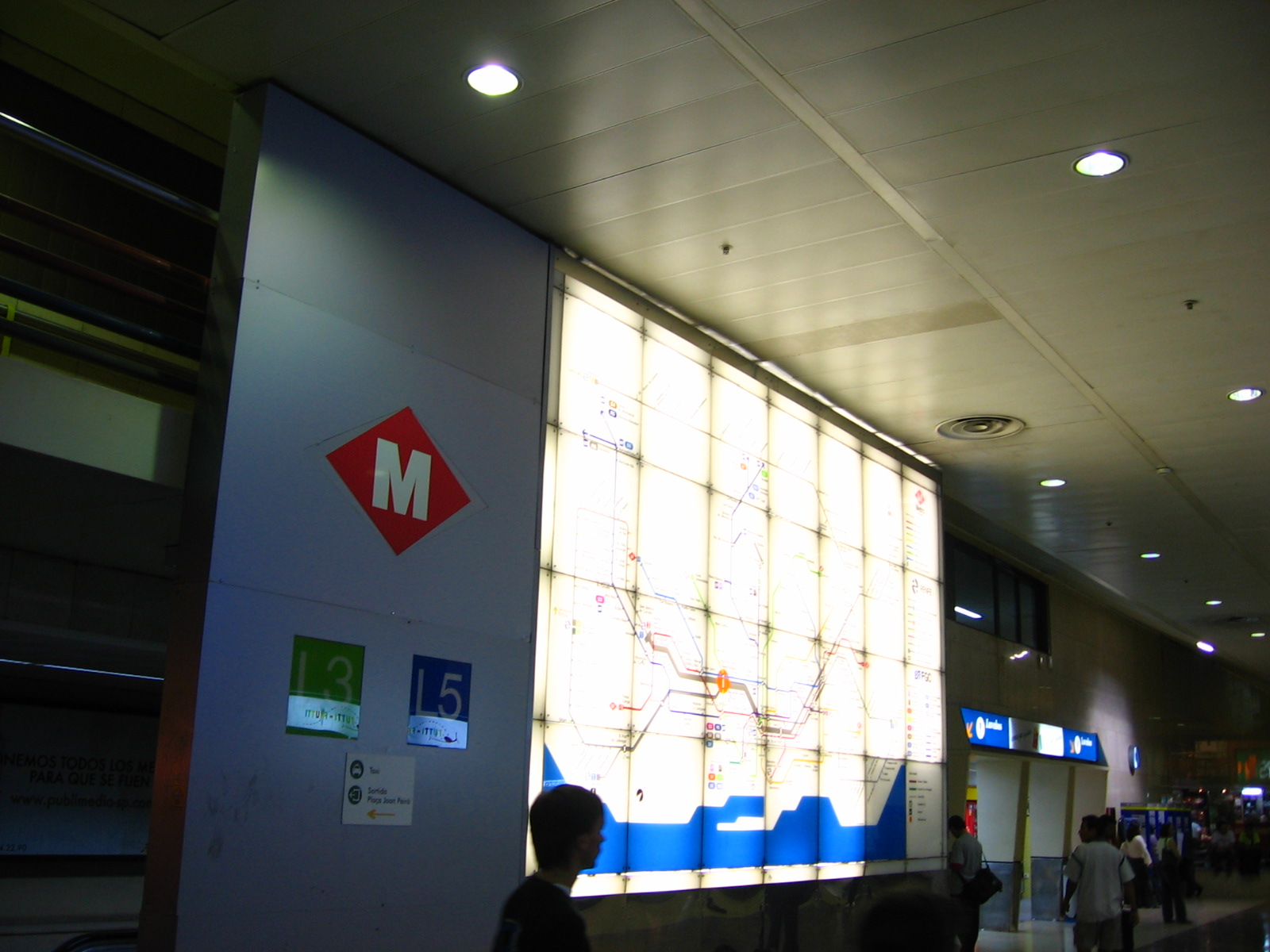
Вход в метро из вокзала

На вокзале пересекается множество маршрутов традиционных видов транспорта, кроме них есть станция проката велосипедов Bicing и остановка туристических автобусов Bus Turistic.

### Метро
На станцию можно легко попасть со станций «Сантс-Эстасьо» (кат. Sants-Estació) линий 3 и 5 Барселонского метро.

### Автобус
Конечная остановка «Вокзал Сантс» у автобусов 32, 44, 78, 109; проходящими являются маршруты 27, 30, 43. С северной стороны вокзала имеется автобусная станция, откуда ходят междугородние автобусы.